# Susana Blaustein Muñoz
Susana Blaustein Muñoz là đạo diễn phim người Argentina. Cô đạo diễn bốn bộ phim kể từ khi cô bắt đầu sự nghiệp vào năm 1980, và sản xuất một trong số họ, bộ phim tài liệu Las Madres de Plaza de Mayo (1985, cùng với đồng giám đốc Lourdes Portillo), về các Mothers of the Plaza de Mayo, người tìm kiếm trẻ em thất lạc trong Chiến tranh Bẩn. Bộ phim cuối cùng của cô là Mi casa, mi prisión ("My Home, My Prison", 1993).
Susana Muñoz sinh ra ở Argentina, nơi cô sống cho đến năm 1972, khi ở tuổi 18, cô chuyển đến Israel. Cô đã làm việc như một biên tập viên tin tức cho truyền hình Israel và bảy năm sau đó, Muñoz chuyển đến Hoa Kỳ để theo đuổi một nền giáo dục đại học tại Viện Nghệ thuật San Francisco. Mặc dù Muñoz không sống ở Argentina trong "Chiến tranh bẩn thỉu", nơi những người ủng hộ cánh tả chỉ trích chính phủ đã biến mất, nhiều người thân yêu của cô đã biến mất. Em gái cô bị buộc phải sống lưu vong trong 9 năm và nhiều bạn trung học của Muñoz đã biến mất trong chiến tranh. Khi cô gần gũi với cuộc chiến ở Argentina, năm 1978 cô lần đầu tiên có ý tưởng làm một bộ phim tài liệu, được đạo diễn bởi Lourdes Portillo, có tiêu đề là "Las Madres de la Plaza de Mayo". Bộ phim kể câu chuyện về các bà mẹ của phụ nữ, đàn ông và trẻ em đã biến mất ở Argentina trong chiến tranh và cuộc chiến của họ để tìm câu trả lời về những đứa trẻ bị mất của họ. Khi hai người phụ nữ được phỏng vấn về việc liệu bộ phim có một chương trình nghị sự nữ quyền Portillo trả lời, "Đó là một bộ phim nữ quyền theo nghĩa rằng nó được khái niệm bởi phụ nữ. Đó là về phụ nữ. Chúng tôi không cố gắng loại trừ đàn ông khỏi nó. mặc dù, để đối phó với ý tưởng rằng phụ nữ có thể làm điều gì đó về tình hình chính trị ở đất nước của họ. "